# Tessa Blanchard
Tessa Blanchard (ur. 26 lipca 1995 w Charlotte) – amerykańska wrestlerka. Córka Tully’ego Blancharda. W latach 2018–2020 występowała w Impact Wrestling, gdzie była pierwszą kobiecą Impact World Championką w historii, ponadto jeden raz zdobyła Impact Knockouts Championship. Zdobyła także jednokrotnie AAA Reina de Reinas Championship i WOW World Championship.
Karierę zawodniczą rozpoczęła w 2014. Występuje w licznych federacjach sceny niezależnej na całym świecie, gdzie zdobyła wiele tytułów mistrzowskich, m.in. Shimmer Tag Team Championship i WSU World Championship. Kilkukrotnie pojawiła się w World Wrestling Entertainment (WWE), w tym uczestnicząc w pierwszej edycji turnieju Mae Young Classic.

## Kariera wrestlerki

### Młodość
Tessa Blanchard wychowywała się w rodzinie, która silnie związała się z wrestlingiem. Gdy miała cztery lata, jej matka, Courtney Shattuck, rozwiodła się z Tullym Blanchardem i związała się z Magnumem T.A. Ma pięcioro rodzeństwa, troje pochodzi z małżeństwa Blancharda i Shuttuck, dwójka zaś z drugiego związku jej matki. Jej dziadkiem był promotor wrestlingu, Joe Blanchard.
W okresie szkolnym interesowała się teatrem muzycznym. Z tego powodu zapisała się do Children’s Theatre of Charlotte, ponadto uczęszczała na konkursy recytatorskie dzieł Szekspira oraz grała w przedstawieniach szkolnych. Była także członkinią drużyny lekkoatletycznej. W dzieciństwie dziadek opowiadał jej często o swojej przeszłości zapaśniczej, lecz w wieku nastoletnim nie wiązała swojej przyszłości z tą rozrywką sportową. Dopiero po śmierci Joe Blancharda w marcu 2012 oraz pozytywnych przeżyciach, jakie towarzyszyły jej podczas włączenia Tully’ego Blancharda do WWE Hall of Fame w tym samym roku, postanowiła zostać wrestlerką. Ukończywszy szkołę średnią, porzuciła studia wyższe na Uniwersytecie Karoliny Północnej po roku nauki. W międzyczasie zaczęła trenować w szkółce wrestlingowej Highspots w Charlotte, gdzie poznała i uczyła się pod okiem, m.in. George’a Southa i Cedrica Alexandra. Dopiero po kilku miesiącach wyznała ten fakt swojej rodzinie.

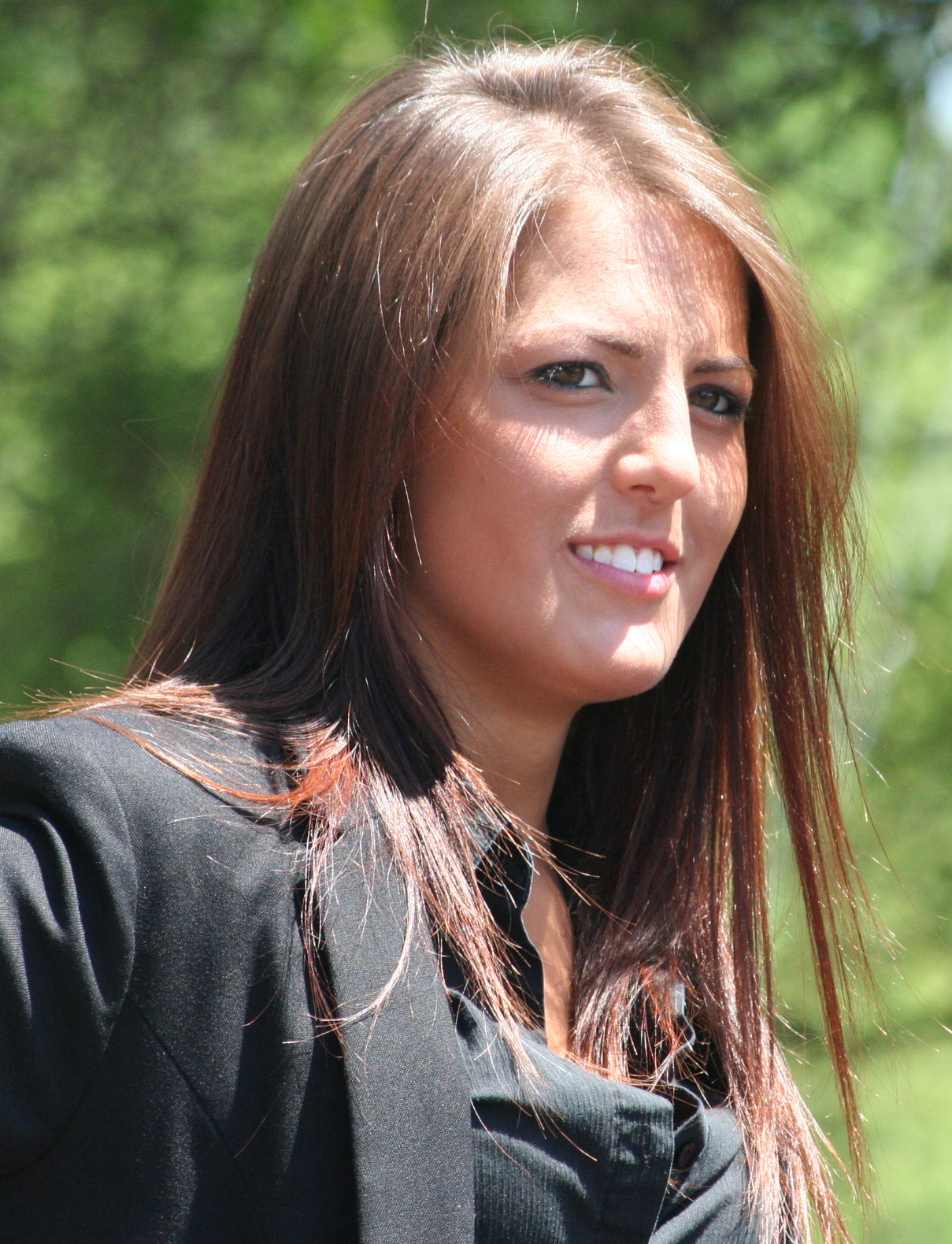
Tessa Blanchard w 2014

### Scena niezależna (od 2014)

#### Początki kariery
Jeden z pierwszych występów Tessy Blanchard na scenie niezależnej odbył się 5 kwietnia 2014 w federacji Trans-South Wrestling, gdzie asystowała Kameronowi Kade’owi w jego pojedynku przeciwko Alexowi Avgerinosowi. Zadebiutowała w ringu 13 czerwca 2014 podczas Queens of Combat 2, przerywając monolog Miss Rachel po jej zwycięstwie nad Amandą Rodriguez i wyzywając ją na pojedynek, który Tessa ostatecznie przegrała. Zawodniczka wygrała pierwszy turniej Super 8 ChickFight federacji East Coast Wrestling Association 11 października po zwycięstwie w finale nad Jenny Rose, jednocześnie zdobyła zawieszone ECWA Women’s Championship. Utrzymała tytuł przez 161 dni, broniąc go przeciwko Amber O'Neal (15 listopada), po czym utraciła go 21 marca 2015 na rzecz Renee Michelle. W 2015 prezentowała swoje umiejętności w wielodniowym tournée po Kanadzie federacji Atlantic Grand Prix Wrestling oraz w Chinach z Mid Atlantic Championship Wrestling (pojedynkowała się z Barbi Hayden w pierwszym meczu kobiet wyemitowanym przez telewizję chińską).

#### Women Superstars Uncensored (2014–2016, od 2018)
Blanchard zadebiutowała w Women Superstars Uncensored 8 listopada 2014 podczas WSU Breaking Barriers III, ulegając Niyi Bareli w meczu, na szali którego znalazło się WSU Spirit Championship. Pierwsze zwycięstwo odniosła 21 lutego 2015 w walce z Sassy Stephie, następnie poniosła trzy porażki z rzędu: z Cherry Bomb o WSU World Championship (11 lipca 2015), z Hanią The Hawling Huntress (12 września 2015) i Su Yung (14 maja 2016).
Powróciła do federacji 16 czerwca 2018, gdy pokonała Mercedes Martinez, zdobywając WSU World Championship. Ze względu na niemożność obrony tytułu przez zawodniczkę federacja ogłosiła 3 grudnia, że Blanchard zawiesiła go ze skutkiem wstecznym do 18 października, bowiem od tego dnia Kris Statlander pełniła funkcję tymczasowej mistrzyni po wygraniu turnieju Just a Bunch of Hocus Pocus.

#### Shine Wrestling (2015–2017)
Wrestlerka zadebiutowała w Shine Wrestling 3 kwietnia 2015 podczas Shine 26, ulegając Evie. Tego samego wieczoru zaatakowała Lavę Bates, co spowodowało przegraną rywalki i Jessicki Havok z Sarayą Knight i Su Yung. Pomoc udzielona antagonistkom uczyniła Blanchard nową członkinią grupy o nazwie Valkyrie, skupiającej zawodniczki odgrywające role heelów. Na Shine 27 Blanchard została pokonana przez Bates, po meczu zaś wraz z April Hunter napadły na zwyciężczynię. Podczas Shine 34 pokonała Rachel Ellering dzięki interwencji Andrei, nieco później zaś wraz z innymi zawodniczkami, w tym Su Yung, zaatakowały Jessickę Havok, którą z opresji wydobyła Allysin Kay. W następnym wydarzeniu federacji Blanchard przegrała walkę rewanżową z Ellering, po meczu  zaś z Yung napadły na zwyciężczynię, jednak ich plany pokrzyżowało przybycie Kay Lee Ray. Na Shine 38 Blanchard rozproszyła uwagę sędziego, co pozwoliło Rhii O’Reilly zwyciężyć Ellering, jednak ta tego samego wieczoru wywarła zemstę na antagonistce, dokonując ingerencji w jej mecz i doprowadzając do zwycięstwa Raquel w pojedynku. Podczas Shine 39 Blanchard uległa Allysin Kay, natomiast na Shine 41, gdzie miała zmierzyć się z Theą Trinidad, nie pojawiła się z powodu problemów z wyjazdem z Wielkiej Brytanii.

#### Shimmer Women Athletes (od 2015)
Blanchard zadebiutowała w Shimmer Women Athletes 11 kwietnia 2015  podczas Volume 73 w roli złego charakteru. Tego dnia, uzyskując pomoc ze strony Vanessy Kraven, pokonała Athenę, jednocześnie obie antagonistki utworzyły wkrótce tag team (nadano mu nazwę Mount Tessa). Athena wzięła odwet na rywalkach, najpierw zwyciężając Kraven w Volume 74 po jej dyskwalifikacji za interwencję Blanchard w pojedynku, zaś w Volume 75 wygrała z drugą przeciwniczką. Członkinie Mount Tessy wzięły udział w turnieju, na którego szali znalazło się miano pretendentek do Shimmer Tag Team Championship. W pierwszym spotkaniu uporały się z Mią Yim i Levą Bates (Volume 77), jednak w finale musiały uznać wyższość zespołu złożonego z Evie i Heidi Lovelace (Volume 78). W pojedynkach indywidualnych Blanchard i Kraven wielokrotnie towarzyszyły sobie nawzajem przy ringu, nierzadko stosując niedozwolone metody, aby zyskać przewagę nad rywalkami. W Volume 85 Mount Tessa zaatakowała za kulisami Kellie Skater, która miała być przeciwniczką w walce wieczoru z Madison Eagles, Shimmer Championką, o najważniejszy tytuł mistrzowski federacji. Blanchard zajęła miejsce kontuzjowanej wrestlerki, lecz poniosła porażkę z Eagles w nieco ponad 30 sekund.
W Volume 89 Mount Tessa wygrała z Team Slap Happy (Evie i Heidi Lovelace), zostając nowymi Shimmer Tag Team Championkami. Ich panowanie trwało 363 dni do 11 listopada 2017, gdy w Volume 97 utraciły tytuły na rzecz Totally Tubular Tag Team (Delilah Doom i Leva Bates). Obroniły tytuł sześciokrotnie, pokonując BaleSpin (Xandra Bale i KC Spinelli) – Volume 90, dwukrotnie Fly High WDSS (Kay Lee Ray i Mia Yim) – Volume 91 i Volume 92, The Killer Deatch Machines (Jassicka Havok i Nevaeh) – Volume 93, Fire And Nice (Britt Baker i Chalsea Green) w wyniku dyskwalifikacji przeciwniczek – Volume 94 oraz w Fire And Nice, Paradise Lost (Angel Dust i Courtney Rush) i Totally Tubular Tag Team w Four Way Elimination matchu – Volume 95. Tag team Blanchard i Kraven rozpadł się w chwili przegrania tytułów mistrzowskich. Zawodniczki wszczęły bójkę między sobą, rozpoczynając spór, który został rozstrzygnięty w Volume 99 po zwycięstwie Kraven nad Blanchard w Lumberjack matchu.
W Volume 100 Blanchard zmierzyła się w przegranym pojedynku z Shazzą McKenzie o Heart of Shimmer Championship, następnie w Volume 103 wrestlerka zawiązała sojusz z Indi Hartwell o nazwie Undeniably Impressive i wspólnie odniosły zwycięstwo nad The Sinister Sweethearts (Brittany Blake i Samantha Heights). Obie wrestlerki przegrały w Volume 107 z Team Sea Stars (Ashley Vox & Delmi Exo), po czym w następnym odcinku Blanchard pokonała Kay Lee Ray. W Volume 113 wygrała z Britt Baker.

#### Lucha Underground (2016)
Zawodniczka zadebiutowała w Lucha Underground 9 stycznia 2016 podczas nagrań do programu telewizyjnego federacji, przegrywając dark match z Ivelisse, następnie 23 kwietnia wspólnie z Princem Pumą wygrali dark Tag Team match z Martym Martinezem i Mariposą.

##### Queens of Combat (2014–2018)
Blanchard kontynuowała współpracę z Queens of Combat, walcząc 30 listopada 2014 w przegranym pojedynku z Mickie James podczas QoC 3, następnie zaś tym samym rezultatem zakończyła się jej potyczka z Crazy Mary Dobson na QoC 4. W kolejnych dwóch wydarzeniach federacji odniosła zwycięstwa nad Hanią The Howling Huntress i LuFisto w turnieju, który miał wyłonić pierwszą Queens of Combat Championkę. W półfinale zawodów, odbywających się 29 listopada 2015, wygrała z Jessicką Havok, po czym tego samego dnia uległa w finale Taeler Hendrix. W innych walkach o mistrzostwo, stoczonych 1 kwietnia 2016 i 20 stycznia 2018, musiała uznać wyższość odpowiednio Hendrix i Su Yung.

#### Inne federacje niezależne

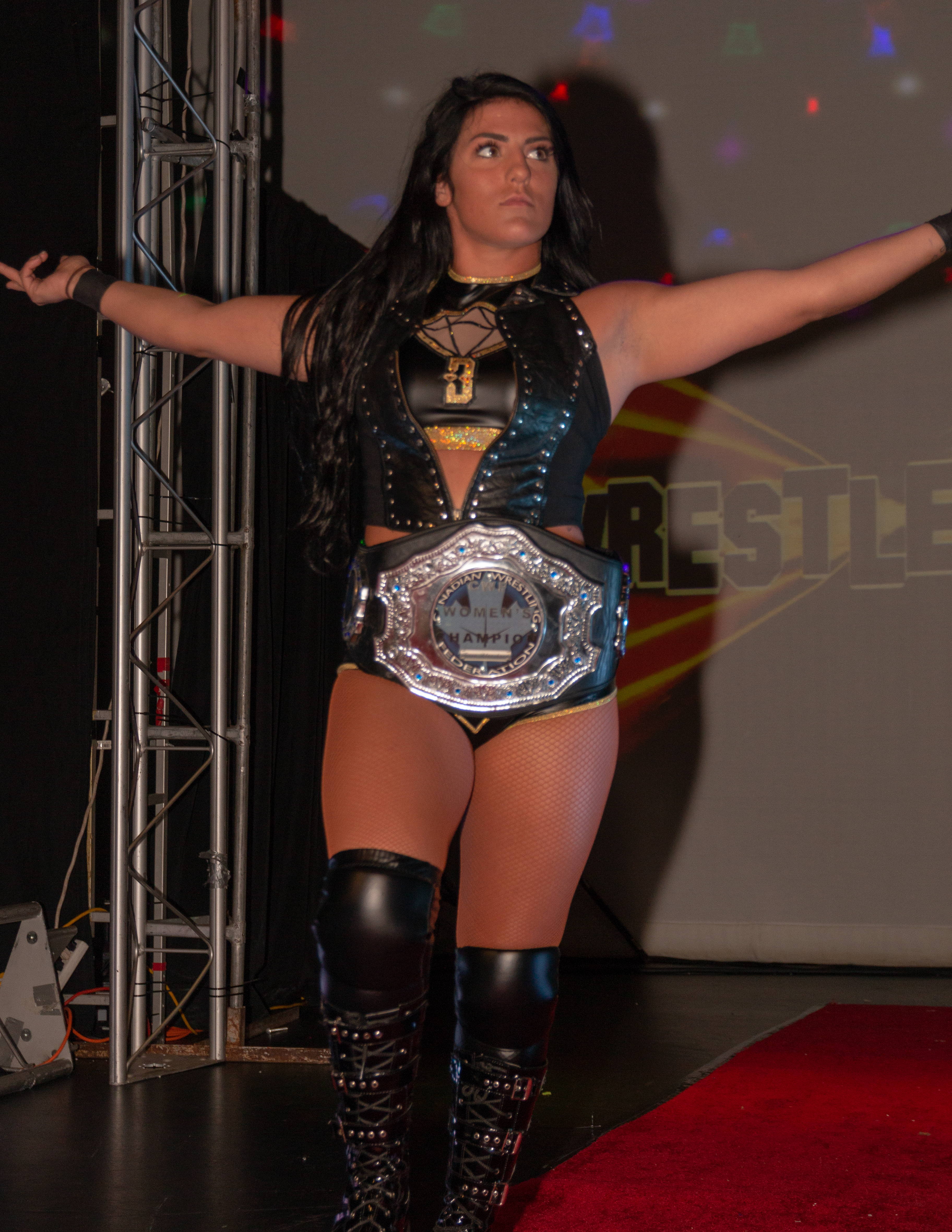
Tessa Blanchard jako CWF Women’s Championka

W swojej karierze posiadała wiele tytułów mistrzowskich w niewymienionych wyżej federacjach niezależnych: EWA Heavyweight Championship, EWA Florida Heavyweight Championship, APWA World Ladies Championship, Remix Pro Fury Championship, PWX Women’s Championship, WC Sideshow Championship, WC Lady Of The Ring Championship, CWF Women’s Championship, Zelo Pro Women’s Championship, PCW ULTRA Women’s Championship. W walce o zawieszone Phoenix Of RISE Championship pokonała 7 lipca 2018 Mercedes Martinez na RISE 9: RISE Of The Knockouts w 30–minutowym Iron Man matchu. Trzy miesiące później, 19 października, uległa tej samej zawodniczce w 75–minutowej odmianie wspomnianego meczu na RISE 10: Insanity. Był to najdłuższy pojedynek w historii kobiecego wrestlingu. Ponadto zanotowała udany występ w turnieju Kings And Queens Tournament, zorganizowanym przez Lucky Pro Wrestling 15 listopada 2015, gdy wraz z Anthonym Greene’em, pokonali Alexxis Nevaeh i Scotty’ego Slade’a, Delmi Exo i Verna Vicallo, a w finale Davienne i Travisa Gordona. W drugiej odsłonie zawodów Super 8 ChickFight federacji ECWA, odbywającego się 17 października 2015, doszła do finału, w którym poniosła porażkę z Deonną Purrazzo.
1 września 2018 wzięła udział w gali All In, pokonując Madison Rayne, Chelsea Green i Britt Baker.

### WWE (2014–2015, 2016, 2017)
Blanchard pojawiła się pierwszy raz w WWE w odcinku SmackDown z 16 maja 2014, gdy znalazła się w grupie postaci towarzyszących Adamowi Rose’owi, noszących nazwę Rosebuds. W międzyczasie zmierzyła się z Chasity Taylor w tryoucie dla federacji. Pod koniec tego roku uczestniczyła w kolejnej próbie umiejętności zorganizowanej przez WWE, natomiast 8 grudnia ponownie znalazła się w Rosebuds podczas prezentowania przez Rose’a na Raw nominacji i zwycięzców kategorii „LOL moment of the year”. Tę samą rolę odgrywała w odcinku Main Eventu (30 grudnia), jak i SmackDown (2 stycznia 2015).
Zawodniczka zadebiutowała w ringu WWE w brandzie rozwojowym federacji, NXT, 13 kwietnia 2016 w przegranym starciu z Alexą Bliss. Tym samym rezultatem zakończyły się jej mecze z Nią Jax (4 maja) i Carmellą (15 czerwca). 28 listopada pojawiła się w odcinku Raw w segmencie w barze z udziałem Sheamusa i Cesaro.
Blanchard była jedną z uczestniczek turnieju Mae Young Classic. 13 lipca 2017 (emisja odbyła się 28 sierpnia tr.) odpadła w pierwszej rundzie zawodów za sprawą przyszłej zwyciężczyni, Kairi Sane. Dzień później połączyła siły z Jazzy Gabert, Kay Lee Ray w zwycięskim dark matchu przeciwko Marti Belle, Santanie Garrett i Sarah Logan (emisja odbyła się 11 września).

### World Wonder Ring Stardom (2016–2017)
Blanchard zadebiutowała w japońskiej federacji World Wonder Ring Stardom 21 sierpnia 2016, przystępując do turnieju 5★Star Grand Prix 2016. Została przydzielona do bloku B, gdzie wygrała cztery pojedynki – z Momo Watanabe, Courtnay Stewart, Kris Wolf i Jungle Kyoną i doznała porażki z Io Shirai. Uzyskała osiem punktów, które pozwoliły jej spotkać się w finale 22 września w Tokio, ze zwyciężczynią grupy A, Yoko Bito. Mecz zakończył się jej porażką. W kwietniu 2017 powróciła do Stardom. Uczestniczyła w kilku galach federacji, jak również weszła w skład zawodów Stardom Cinderella 2017, rozgrywanych 30 kwietnia. W pierwszej rundzie zwyciężyła Kris Wolf, lecz w ćwierćfinale była gorsza od Toni Storm. 14 maja uległa wraz z Jessicką Havok Hiroyo Matsumoto i Jungle Hyomie w pojedynku o Goddesses of Stardom Championship.

### Impact Wrestling (2018–2020)

#### Pierwsze rywalizacje i panowanie mistrzowskie (2018–2019)
Tessa Blanchard dołączyła do Impact Wrestling 22 kwietnia 2018 w roli złego charakteru podczas gali Redemption, zasiadając przy składzie komentatorskim, który tworzyli Don Callis i Josh Matthews, w trakcie pojedynku Tayi Valkyrie z Kierą Hogan. W rozmowie z komentatorami wyraźnie zaznaczyła, że jest jedną z najlepszych zawodniczek na świecie, dlatego ma pierwszeństwo przed innymi Knockoutkami do walki o Impact Knockouts Championship. W odcinku Impactu! z 3 maja została obrażona przez Hogan, która udzielała wywiadu MacKenzie Mitchel, co zapoczątkowało ich feud. Tego samego dnia Blanchard zaatakowała przeciwniczkę, gdy ta toczyła pojedynek z Valkyrie, następnie dwa tygodnie później zwyciężyła Hogan w pojedynku indywidualnym. Po wygranej zaczęła napastować rywalkę, lecz natychmiast została powstrzymana przez powracającą Madison Rayne. 31 maja, podczas Impact: Under Pressure, Rayne pokonała ją, natomiast 14 czerwca Blanchard doprowadziła do końca rywalizację z Hogan po zwycięstwie w No Disqualification matchu.
Na przełomie czerwca i lipca Blanchard kontynuowała konflikt z Rayne. Próba pokonania jej 28 czerwca nie powiodła się, dlatego zawodniczka zaczęła stosować ataki z zaskoczenia na zaangażowaną w swoje pojedynki rywalkę, niespodziewającą się napaści zza pleców. Tę samą strategię wykorzystywała wobec kolejnej przeciwniczki, Allie. 19 lipca przegrała z nią i Hogan w Tag Team matchu, mając za partnerkę Shotzi Blackheart, jednak na Slammiversary XVI była lepsza od Kanadyjki. Od tego momentu Blanchard rozpoczęła serię zwycięstw, 26 lipca wygrała z Rebel, 9 sierpnia z Alishą, a podczas specjalnego odcinka Impact: Redefined, wyemitowanego 30 sierpnia, zdobyła Impact Knockouts Championką po triumfie nad Allie i Su Yung. Panowanie rozpoczęła od obrony tytułu przeciwko Gisele Shaw na One Night Only: Bad Intentions, następnie wygrała z Yung, która po meczu próbowała zamknąć ją w trumnie, lecz działania byłej mistrzyni przerwały Allie i Hogan. Ostatecznie Blanchard nie podziękowała im i odrzuciła pomoc obu zawodniczek. 27 września wygrała z Faby Apache, AAA Reina de Reinas Championkę, po czym tego samego dnia przyjęła wyzwanie Tayi Valkyrie, pokonując rywalkę na Bound for Glory. W rywalizacji z Valkyrie Blanchard stosowała nieczyste metody, m.in. doprowadzając do swojej dyskwalifikacji w walce rewanżowej, co pozwoliło jej utrzymać tytuł mistrzowski. Wobec tego Gail Kim została ustanowiona sędzią specjalną trzeciego już pojedynku zawodniczek, który miał odbyć się na Impact Wrestling Homecoming (6 stycznia 2019), aby zapobiec jakiejkolwiek nieuczciwości. Podczas meczu, w odpowiedzi na ataki na nią ze strony Blanchard, Kim wykonała mistrzyni swoją akcję kończącą, umożliwiając Valkyrie zdobycie Impact Knockouts Championship. W Impakcie! z 11 stycznia 2019 Blanchard wykorzystała finisher Kim, Eat Defeat, do zwycięstwa nad Cali Collins, po czym tydzień później zaatakowała za kulisami Kanadyjkę i kilku pracowników federacji. Władze Impact Wrestling zawiesiły ją za ten czyn do 15 lutego. Tego dnia, podczas Impact Wrestling: Uncaged uległa Tayi Valkyrie w Street Fight matchu; na szali znalazło się mistrzostwo kobiet.

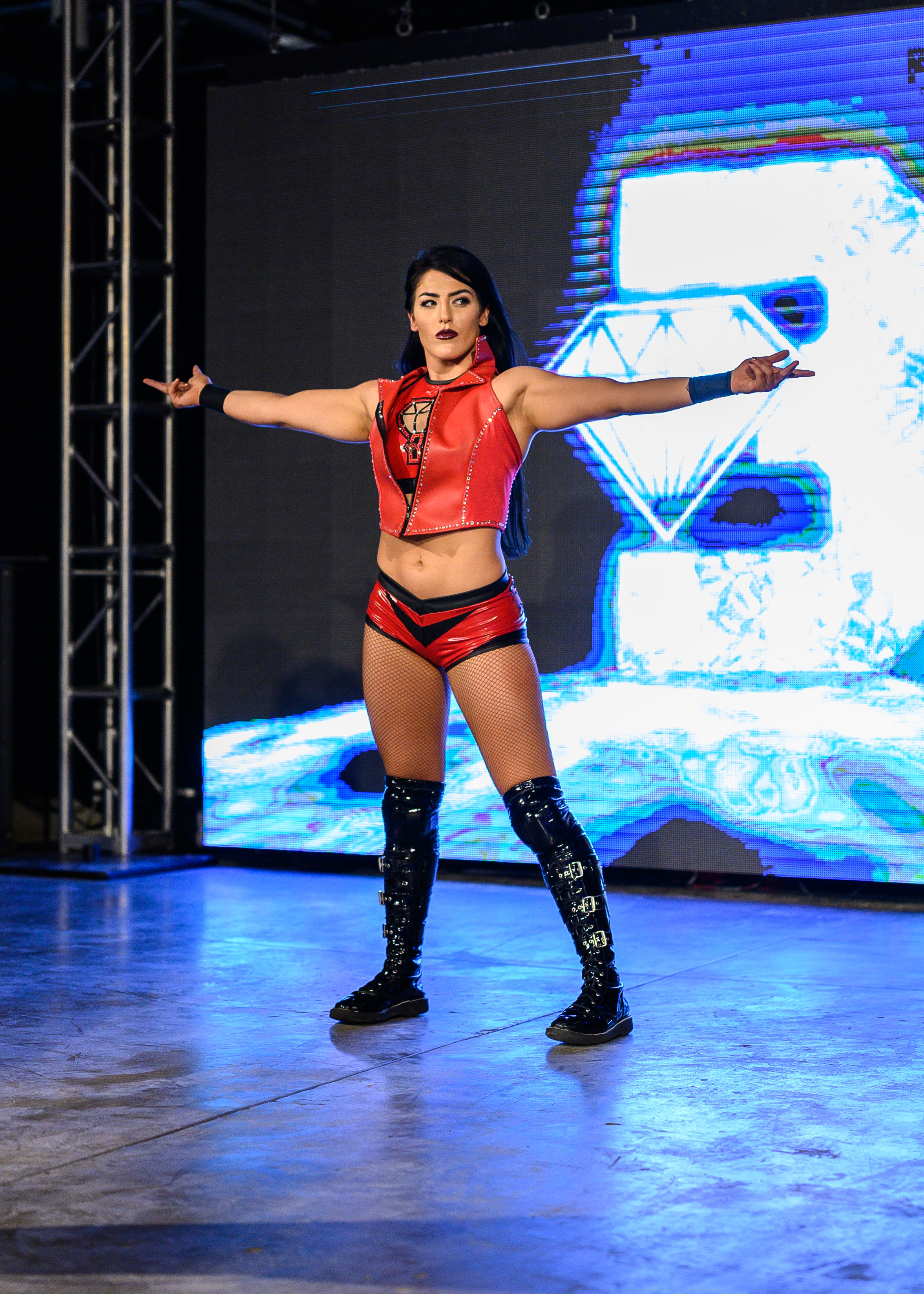
Tessa Blanchard w lipcu 2019

#### Rywalizacja z Gail Kim (2019)
Tessa Blanchard poszukiwała od dłuższego czasu sposobu na dokonanie zemsty na Gail Kim za utratę tytułu mistrzowskiego na gali Impact Wrestling Homecoming (6 stycznia). Była mistrzyni poniosła porażkę z Jordynne Grace 15 marca w walce, której zwyciężczyni miała otrzymać szansę zmierzenia się o Impact Knockouts Championship z Tayą Valkyrie. Po pojedynku Blanchard wyładowała swój gniew na jednym z pracowników federacji, jednak Kim przerwała jej poczynania, wyrzucając ją siłą z ringu. Kanadyjka, członkini zarządu Impact Wrestling i emerytowana wrestlerka, nie mogła postąpić w ten sposób, dlatego otrzymała karę tygodniowego zawieszenia. 29 marca Kim, zgodnie z życzeniem Blanchard, przeprosiła ją za doprowadzenie do jej zawieszenia na przełomie stycznia i lutego oraz pozbawienia jej szansy obrony mistrzostwa Knockoutek. Zrezygnowała także z funkcji członka zarządu federacji i ponownie zyskała status aktywnej zawodniczki, aby rozprawić się z Blanchard. Ogłosiwszy tę wiadomość, Kim zaatakowała rywalkę. Dwa tygodnie później Kim wmieszała się w pojedynek Blanchard, chcąc odebrać jej niedozwolony przedmiot, co doprowadziło do porażki byłej mistrzyni z Madison Rayne. Na Impact Wrestling Rebellion (28 kwietnia) Blanchard pokonała przeciwniczkę, po meczu przechodząc face turn.

#### Rywalizacja z Ohio Versus Everything (2019–2020)
W 11-osobowym Battle Royalu, rozegranym 17 maja, Blanchard została wyeliminowana jako ostatnia przez Glenna Gilbertiego. Dwa tygodnie później zawodniczka pokonała go w kilkadziesiąt sekund w odwecie za lekceważącą i szowinistyczną postawę Gilbertiego w stosunku do niej i innych zawodniczek federacji. 7 czerwca przerwała napaść oVe (Dave i Jake Cristowie) na Scarlett Bordeaux i Fallah Bahha, narażając się na gniew lidera grupy – Samiego Callihana. Blanchard zwyciężyła Jake’a Crista 21 czerwca, na co Callihan zareagował wyzwaniem jej na Intergender match na Slammiversary XVII. W następnym odcinku Impactu! wrestler, traktując zawodników i zawodniczki w ten sam sposób, wezwał Blanchard do ringu na rozmowę, po czym we współpracy z braćmi Cristami brutalnie ją zaatakował przy użyciu kija baseballowego, na koniec zaś wykonał jej pildriver. Tydzień później wrestlerka wtargnęła na przyjęcie przeciwnika z okazji zwycięstwa, unieszkodliwiła podopiecznych Callihana, następnie uderzyła go w głowę własnym kijem baseballowym. Na Slammiversary (7 lipca) oboje zawalczyli w walce wieczoru, co uczyniło ten pojedynek pierwszym Intergender matchem w historii wrestlingu, który zamykał galę pay-per-view w Stanach Zjednoczonych. Blanchard przegrała mecz, lecz ostatecznie rywal pogratulował jej odważnej postawy.
19 lipca Blanchard i Sami Callihan zostali połączeni w drużynę, wygrali turniej Mash-up, wobec czego zmierzyli się przeciwko sobie 2 sierpnia na gali Unbreakable. Antagonista wygrał mecz dzięki interwencji Jake’a Crista, zostając pretendentem do walki o mistrzostwo świata z Brianem Cage’em na Bound for Glory (20 października). Po meczu członkowie OVE zaatakowali Knockoutkę, której z pomocą ruszył Tommy Dreamer. Dwa tygodnie później Blanchard i Dreamer byli lepsi od OVE w Tag Team matchu, natomiast 23 sierpnia Callihan zwyciężył byłego zawodnika ECW w No Disqualification matchu. Tessa próbowała pomóc partnerowi po meczu, jednak przeciwnik wykonał jej piledriver. 13 września para protagonistów ponownie poniosła porażkę z grupą w walce drużynowej. Rhino i Rob Van Dam wspomogli Blanchard i Dreamera, przerywając napaść Callihana i jego towarzyszy. Tydzień później Knockoutka wraz z trzema sojusznikami pokonali czterech rywali w Street Fight matchu.
27 września Tessa Blanchard zwyciężyła Dave’a Crista w pojedynku kwalifikacyjnym do pięcioosobowego Ladder matchu na Bound for Glory, na którego szali znalazł się pas X Division. Sfrustrowani wynikiem walki Jake Crist i Madman Fulton zaatakowali zawodniczkę. Wkrótce Tessa sprzymierzyła się z Dagą, który także rywalizował z oVe, i 11 października pokonali braci Cristów w Tag Team matchu, jednakże w pomeczowej bójce ulegli Fultonowi. Na wspomnianej najważniejszej gali roku federacji Ace Austin zdobył X Division Championship, nie dając szans byłemu mistrzowi – Jake’owi Cristowi, Aceyowi Romero, Dadze i Blanchard. Mimo tej porażki, w czasie konferencji prasowej, zorganizowanej 8 listopada, władze Impact Wrestling ogłosiły, że zawodniczka stawi czoło Callihanowi w walce wieczoru o mistrzostwo świata na Hard to Kill (12 stycznia 2020). W ten sposób po raz pierwszy w historii Impact Wrestling kobieta miała zawalczyć o najważniejszy tytuł tej federacji. Miano pretendentki do tej walki potwierdziła w odcinku Impactu! z 19 listopada, gdy pokonała Briana Cage’a w Six Person Elimination Challange matchu; innymi uczestnikami spotkania byli Moose, Daga, Rich Swann i Michael Elgin.  Dwa tygodnie później oboje skonfrontowali się na konferencji prasowej. 10 grudnia Blanchard pokonała Madmana Fultona w wyniku dyskwalifikacji rywala po wmieszaniu się do meczu jego towarzysza, Jake’a Crista. Uzyskała wtedy pomoc ze strony Kena Shamrocka, podobnie jak 17 grudnia, gdy skonfrontowała się z Callihanem i Fultonem. Tego samego wieczoru miała miejsce bójka między nią a jej rywalem na jednej z ulic Nowego Jorku. Na Hard to Kill zwyciężyła go, zostając pierwszą kobiecą Impact World Championką w historii Impact Wrestling.

#### Impact World Championka  (2020)
W drugim odcinku Impactu! po Hard to Kill Blanchard została zaatakowana przez Impact X Division Championa, Ace’a Austina i Impact Knockouts Championkę, Tayę Valkyrie, którzy wypomnieli jej, że nie zdołała ich pokonać w poprzednich pojedynkach. Trey przyszedł mistrzyni na ratunek. Tej samej nocy antagoniści odnieśli zwycięstwo nad przeciwnikami. Dwa tygodnie później Blanchard pokonała sojusznika Austina, Adama Thorstowe’a z grupy Reno Scum. Rywale, sfrustrowani porażką, zaatakowali ją, lecz musieli ratować się ucieczką po przybyciu Tommy’ego Dreamera. 18 lutego Austin wraz z Reno Scum wygrali z Blanchard, Dreamerem i Treyem w Six Person Tag Team matchu. Na Sacrifice (22 lutego) Impact World Championka zwyciężyła rywala w Non Title Champion vs. Champion matchu, co umożliwiło jej zmierzenie się z rywalem 25 lutego w pojedynku, na którego szali znalazło się Impact X Division Championship. Wygrała spotkanie w wyniku dyskwalifikacji, gdy została zaatakowana przez Tayę Valkyrie. 3 marca Blanchard pokonała przeciwniczkę, broniąc tytuł mistrzowski. Był to pierwszy raz, gdy dwie kobiety zmierzyły się o główne mistrzostwo Impact Wrestling.
Michael Elgin i Eddie Edwards stoczyli serię walk w formule Best of Five Series, mającej wyłonić właściciela trofeum Call Your Shot Trophy. Zdobywca przedmiotu miał zostać pretendentem do walki o Impact World Championship na Rebellion przeciwko Tessie Blanchard. Ostatnia walka zakończyła się remisem, podobnie jak stan całej rywalizacji – 3:3. Wobec braku ostatecznego zwycięzcy, mistrzyni świata zdecydowała się wyzwać obu wrestlerów na pojedynek na kwietniowej gali. 24 marca Knockoutka połączyła siły z Edwardsem w przegranym pojedynku drużynowym przeciwko Elginowi i Valkyrie, natomiast tydzień później pomogła mu, gdy został zaatakowany przez The North (Ethan Page i Josh Alexander). Tego samego dnia Edwards, mimo sprzeciwu Blanchard, zrewanżował się partnerce, przyczyniając się do jej zwycięstwa w meczu z Pagem. Po zakończeniu spotkania oboje zostali zaatakowani przez Elgina, ale niebawem zmusili go do ucieczki. 7 kwietnia Blanchard i Edwards zmierzyli się ponownie z The North, tym razem na szali pojedynku znalazło się Impact World Tag Team Championship, które było w posiadaniu antagonistów. Protagoniści przegrali pojedynek, ponieważ Blanchard chciała samodzielnie odnieść zwycięstwo i samolubnie zrezygnowała ze zmiany z Edwardsem. Po meczu oboje pokłócili się, po czym zaatakował ich Elgin. Edwards szybko opuścił ring i pozostawił towarzyszkę na pastwę napastnika. W wyniku nieobecności Blanchard i Edwardsa na Rebellion, spowodowanej pandemią wirusa SARS-CoV-2, walka wieczoru została odwołana. Z uwagi na brak należytej współpracy w czasie pandemii zawodniczka została zwolniona przez federację 25 czerwca, jednocześnie pozbawiono ją pasa mistrzowskiego.

### The Crash (2018–2019)
Blanchard zaprezentowała się pierwszy raz w The Crash 19 maja 2018, gdy uległa Lacey Lane w pojedynku o The Crash Women’s Championship. Niespełna dwa miesiące później, 14 lipca, zdobyła tytuł mistrzowski w Triple Threat matchu, będąc lepszą od Lane i Santany Garrett. Panowanie mistrzowskie rozpoczęła 3 listopada po zwycięstwie w Four Way matchu przeciwko Kierze Hogan, Lluvii i Lady Flamer. Blanchard zawiesiła tytuł mistrzowski 9 lutego 2019 z uwagi na podpisanie kontraktu z Women of Wrestling.

### Lucha Libre AAA Worldwide (2019)
Blanchard zadebiutowała na gali AAA 18 marca 2019, gdy wspólnie z La Hiedrą pokonały Faby Apache i Lady Shani w Tag Team matchu. Po stoczeniu kilku innych walk drużynowych, wygrała siedmioosobowy Tables, Ladders and Chairs matchu na Triplemanii XXVII (3 sierpnia), przeciwko Ayako Hamadzie, Chik Tormencie, Faby Apache, Lady Shani, La Hiedrze i Tayi Valkyrie, zostając AAA Reina de Reinas Championką. Uczyniło ją pierwszą Amerykanką, która sięgnęła po ten tytuł. Czterdzieści trzy dni później na wspólnej gali Impact Wrestling i AAA – AAA Invading NY (15 września), utraciła mistrzostwo na rzecz Valkyrie.

## Życie prywatne
Tessa Blanchard pełniła rolę dublerki Florence Pugh w filmie Fighting with My Family, którego fabuła przedstawia życie zawodniczki WWE, Sarayi „Paige” Bevis.
20 listopada 2019 ogłosiła, że zaręczyła się z wrestlerem Miguelem Olivo, występującym pod pseudonimem ringowym Daga.
W styczniu 2020, w odpowiedzi na tweet Blanchard nawołujący do wspierania się kobiet, kilka zawodniczek i osób związanych z wrestlingiem, takich jak: Allysin Kay, Chelsea Green, Isla Dawn, Rebel, Priscilla Kelly, Shanna i Renee Michelle, zarzuciły jej poniżanie i prześladowanie wrestlerek. W jej kierunku padły także oskarżenia o atak na tle rasistowskim względem Black Rose, który miał zdarzyć się w Japonii w 2017. Blanchard zaprzeczył tym zarzutom.

## Charakterystyka zawodniczki
Styl walki Blanchard charakteryzuje się agresywnością, bezkompromisowością, intensywnością zadawanych ciosów oraz szybkością wykonywanych akcji. Wzorem dla takiego sposobu rywalizacji jest dla niej wrestling starej szkoły, który przeważnie opierał się na energicznych i brutalnych pojedynkach, oraz starcia przeciw mężczyznom (Intergender match). Zawodniczka ceni sobie tego typu mecze, uznając, że „jeśli są prowadzone odpowiednio, wtedy jest to piękna forma sztuki. Mam kilka ulubionych pojedynków przeciwko mężczyznom. Walczyłam z Brianem Cage’em, AR Foxem, Davidem Starrem, Tracym Williamsem. Sądzę, że sposób, w jaki mężczyźni myślą podczas meczów, ich szybkość, wyczucie czasu, zwinność, zmuszają mnie, abym była lepszą w ringu. W związku z tym staram się uderzać nieco mocniej, poruszać się i wstawać trochę szybciej”.
Najważniejszym mottem Tessy Blanchard, jakim kieruje się w karierze, jest słowo Undeniable (pl. niezaprzeczalny, niepodważalny).

## Mistrzostwa i osiągnięcia
- American Pro Wrestling Alliance

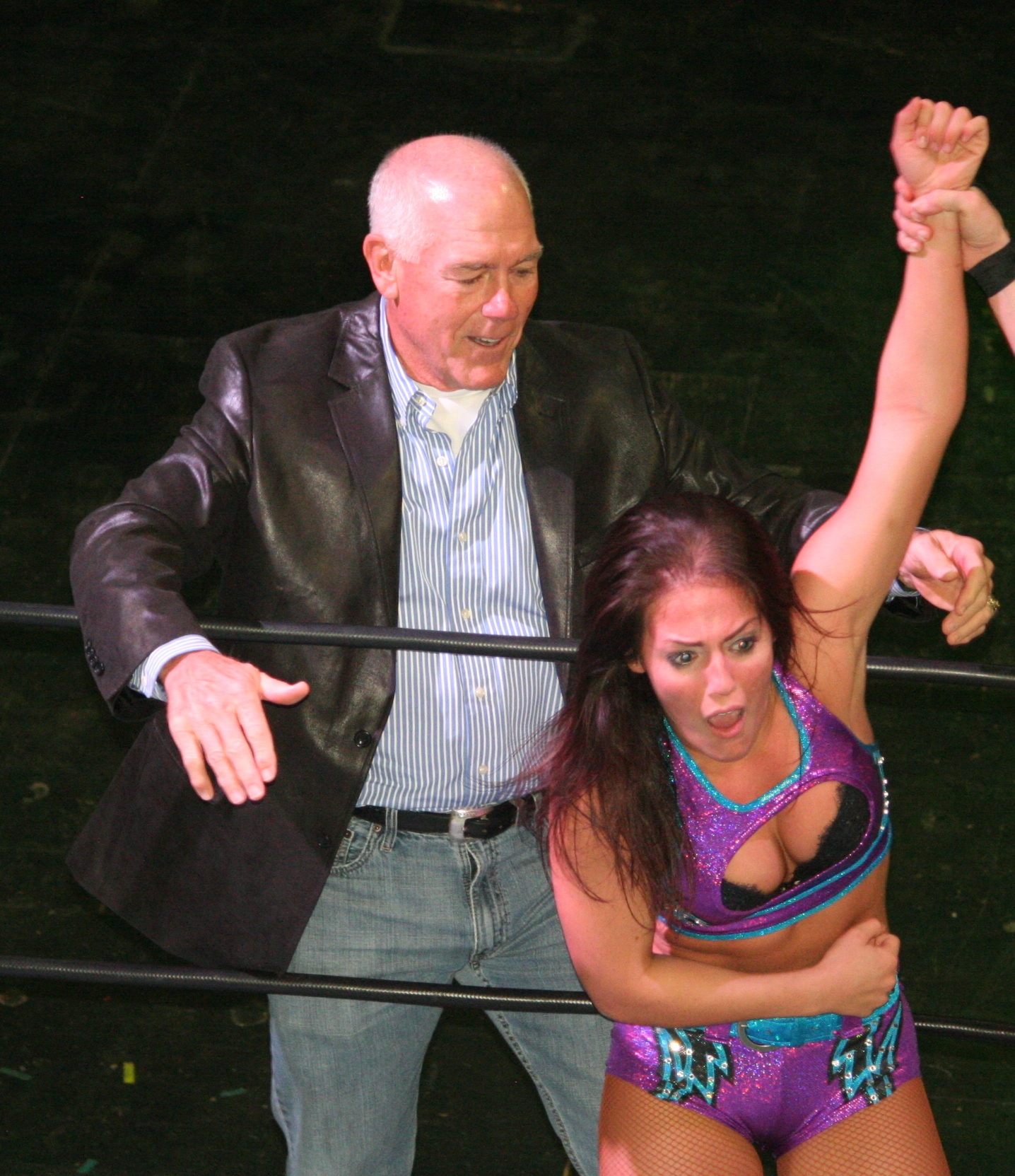
Tessa Blanchard ze swoim ojcem, Tullym Blanchardem

  - APWA World Ladies Championship (1x)
- The Crash
  - The Crash Women’s Championship (1x)
- Canadian Wrestling Federation
  - CWF Women’s Championship (1x)
- East Coast Wrestling Association
  - ECWA Women’s Championship (1x)
  - ECWA Super 8 ChickFight Tournament (2014)
- Exodus Wrestling Alliance
  - EWA Florida Heavyweight Championship (1x)
  - EWA Heavyweight Championship (1x)
- Impact Wrestling
  - Impact Knockouts Championship (1x)
  - Impact World Championship (1x)
  - Impact Year End Awards:
    - Knockout of the Year (2018)[115]
    - Match of the Year (2019) – Sami Callihan vs. Tessa Blanchard na Slammiversary XVII
    - Move of the Year (2019) – Magnum
    - Wrestler of the Year (2019)

  - Mashup Tournament (2019) – z Samim Callihanem
- Lucha Libre AAA Worldwide
  - AAA Reina de Reinas Championship (1x)
- Lucky Pro Wrestling
  - Kings And Queens Tournament (2015) – z Anthonym Greene’em
- PCW Ultra
  - PCW Ultra Women’s Championship (1x)
- Pro Wrestling eXpress
  - PWX Women's Championship (1x)
- Pro Wrestling Illustrated
  - PWI umieściło ją na 5. miejscu rankingu wrestlerek PWI Top 100 w 2019[116]
- Remix Pro Wrestling
  - Remix Pro Fury Championship (1x)
- RISE Wrestling
  - Phoenix Of RISE Championship (1x)
  - RISE Year End Awards:
    - RISE Match of the Year (2018) – Tessa Blanchard vs. Mercedes Martinez w 75-minutowym Iron Woman match na RISE 10: Insanity
    - RISE Moment of The Year (2018) – Tessa Blanchard i Mercedes Martinez ustanawiają światowy rekord na RISE 10: Insanity, tocząc najdłuższy mecz w historii kobiecego wrestlingu
- Shimmer Women Athletes
  - Shimmer Tag Team Championship (1x) – z Vanessą Kraven
- Sports Illustrated
  - Umieszczona na 3. miejscu rankingu 10 najlepszych wrestlerek 2018 roku
  - Umieszczona na 2. miejscu rankingu 10 najlepszych wrestlerek 2019 roku
- Warrior Wrestling
  - Warrior Wrestling Women’s Championship[117]
- Women of Wrestling
  - WOW World Championship (1x)[118]
- Women Superstars Uncensored
  - WSU Championship (1x)
- WrestleCircus
  - WC Lady of the Ring Championship (1x)
  - WC Sideshow Championship (1x)
- Zelo Pro
  - Zelo Pro Women’s Championship (1x)